# ۳-متیل‌گلوتاکونیک اسید
۳-متیل‌گلوتاکونیک اسید (به انگلیسی: 3-Methylglutaconic acid) با فرمول شیمیایی C۶H۸O۴ یک ترکیب شیمیایی با شناسه پاب‌کم ۹۹۸۸۴ است. که جرم مولی آن ۱۴۴٫۱۲۵ g/mol می‌باشد. 